# Tolib Schahidij

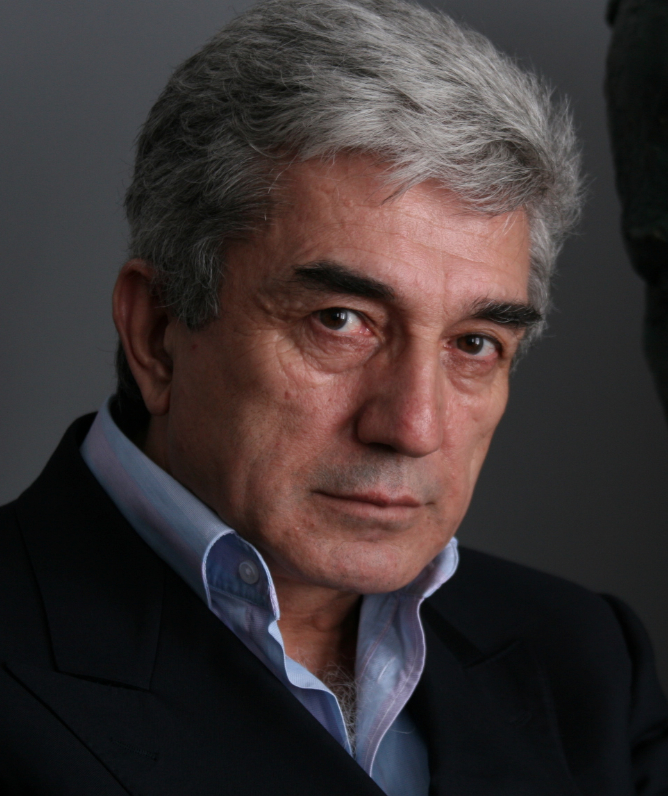
Tolib Schahidij

Tolib-Chon Schahidij (tadschikisch Толиб Шаҳидӣ, russisch Толиб Шахиди Tolib Schachidi, englisch Tolib Shakhidi, auch Tolib Schahidī; * 13. März 1946 in Dushanbe, Tadschikische SSR, Sowjetunion) ist ein tadschikischer Komponist.

## Leben
Tolib-Chon Schahidijs Vater war Sijodullo Schahidij, der Begründer der tadschikischen Musik des 20. Jahrhunderts. Tolib-Chon Schahidij begann seine musikalische Karriere im Alter von vierzehn Jahren noch zu Zeiten der Sowjetunion. Er wurde 1965 an der Musikakademie von Duschanbe in der Kompositionsklasse von Juri Grigorjewitsch Ter-Ossipow graduiert. Im selben Jahr ging er dann nach Moskau und studierte am Tschaikowski-Konservatorium. Im Vorbereitungskurs 1965 hatte er Unterricht bei dem armenischen Komponisten Sergej Balassanjan. Danach ging er in die Kompositionsklasse Aram Chatschaturjans. 1972 wurde er graduiert. In dieser Zeit führten die Dirigenten Mikhail Terion und Maxim Schostakowitsch seine Orchester- und Instrumentalkompositionen auf. Nach dem Studium leistete er seinen einjährigen Militärdienst ab. Danach ging er wieder nach Duschanbe, besuchte aber zwei- bis dreimal im Jahr Moskau, um andere Musiker zu treffen. Später ging er nach Moskau, um dort zu leben.
Seit dieser Zeit hat er an zahlreichen Musikfestivals teilgenommen. Tolib Schahidij gewann mehrere Preise, darunter bei der  International Competition of Contemporary Music in the United States, und den nationalen Rudaki-Preis in Tadschikistan.

## Werke (Auswahl)
Er bedient verschiedenste Genres, darunter auch Musik für Theater und Film. Er schrieb Bühnenmusiken zu Werken des Sophokles und Shakespeares, Opern, Ballette, Sinfonien und andere Instrumentalkompositionen. Sein Stil bietet eine Verbindung der europäischen und der asiatischen Musik. Bekannt wurden seine Werke auch durch die Einspielungen Waleri Abissalowitsch Gergijews mit dem London Symphony Orchestra und dem Sinfonieorchester des Mariinski-Theaters in Sankt Petersburg. 1975 schrieb er die sinfonische Dichtung Festival. 1978 erschien sein erstes Ballett Death of Ursurer [Tod eines Wucherers] nach einer Geschichte des tadschikischen Dichters Sadriddin Ainij, zwei Jahre später sein zweites Rubai Chaijama. Im Jahr 2010 schrieb er ein Klarinettenkonzert für den russischen Klarinettisten Igor Fedorow (* 1978). 2013 schrieb er als Hommage an seinen Lehrer Aram Chatschaturjan Rhapsodie-DIaloge. Er verwendete Themen Chatschaturjans und setzte das Saxophon solistisch ein, was eine Verbindung zu Chatschaturjans Werken schafft. Am 17. Februar 2017 fand in der Cadogan Hall in London die Weltpremiere seines Violakonzerts mit dem Violisten Matthew Jones, Violaprofessor an der Guildhall School of Music and Drama, und dem Mozart Symphony Orchestra unter Philip Mackenzie statt.